# Назови меня своим именем (фильм)
«Назови́ меня́ свои́м и́менем» (англ. Call Me by Your Name) — романтическая драма, снятая Лукой Гуаданьино в 2017 году по сценарию Джеймса Айвори, основанному на одноимённом романе Андре Асимана. Лента является последней частью тематической трилогии «Желание» Гуаданьино, в которую входят также его фильмы «Я — это любовь» (2009) и «Большой всплеск» (2015). Действие картины разворачивается в северной Италии в 1983 году и повествует о романтических отношениях между 17-летним Элио Перлманом (Тимоти Шаламе) и 24-летним аспирантом его отца-профессора Оливером (Арми Хаммер).
Sony Pictures Classics приобрела права на распространение фильма перед его мировой премьерой на кинофестивале «Сандэнс», состоявшейся 22 января 2017 года. 24 ноября 2017 года лента была выпущена ограниченным тиражом в США, а 19 января 2018 года вышла в широкий прокат. Фильм был высоко оценён критиками и удостоен многочисленных международных наград. В частности, он был номинирован на премию «Оскар» в категориях «Лучший фильм», «Лучший актёр», «Лучшая оригинальная песня» и «Лучший адаптированный сценарий», и одержал победу в последней из них.

## Сюжет
Летом 1983 года Элио Перлман, 17-летний еврейский франко-итальянский юноша, живёт со своими родителями в сельской местности на севере Италии. Отец Элио, профессор археологии, приглашает 24-летнего аспиранта еврейского происхождения Оливера пожить с семьёй летом и помочь с оформлением документов для учёбы. Элио, книжный червь и музыкант, склонный к самоанализу, поначалу думает, что у него мало общего с Оливером, который выглядит уверенным и беззаботным. Элио проводит большую часть лета за чтением, игрой на пианино и общением со своими подругами детства, Кьярой и Марцией. Во время волейбольного матча Оливер прикасается к спине Элио, но тот отмахивается. Позже Элио начинает ревновать, увидев, как Оливер целует Кьяру.
Элио и Оливер проводят больше времени вместе, совершая длительные прогулки по городу и сопровождая отца Элио в археологической экспедиции. Элио всё больше привязывается к Оливеру, он даже пробирается в комнату Оливера, чтобы понюхать его одежду. В конце концов Элио признаётся в своих чувствах Оливеру, который говорит ему, что они не могут обсуждать такие вещи. Позже, в уединённом месте, они впервые целуются. Оливер не хочет продолжать, и они не разговаривают несколько дней.
Элио идет на свидание с Марцией, и они занимаются сексом. Элио оставляет Оливеру записку, чтобы положить конец их молчанию. Оливер пишет ответ, в котором просит Элио встретиться с ним в полночь. Элио соглашается, и они впервые спят вместе. После этого Оливер говорит Элио: «Называй меня своим именем, и я буду называть тебя своим». На следующее утро Элио ненадолго переживает из-за их встречи и снимает свою сексуальную неудовлетворенность, мастурбируя персиком. Когда Оливер находит его, Элио сокрушается, как мало времени им с Оливером осталось провести вместе. Марция сталкивается с Элио после того, как три дня не получала от него вестей. Он отвечает безразличием, причиняя ей боль.
По мере приближения конца пребывания Оливера в США родители Элио, которые, похоже, осознают связь между ними, рекомендуют ему и Оливеру вместе посетить Бергамо, прежде чем Оливер вернётся в США. Они проведут вместе три романтических дня. Убитый горем после отъезда Оливера, Элио звонит своей матери и просит ее забрать его с вокзала и отвезти домой. Марция с пониманием относится к чувствам Элио и говорит, что хочет остаться друзьями. Отец Элио, наблюдая за его несчастьем, говорит ему, что связь, которая была у него с Оливером, была редкой и что он завидует Элио, потому что у него никогда не было того, что было у Элио и Оливера.
Во время Хануки Оливер звонит семье Элио, чтобы сообщить им, что он помолвлен с женщиной, с которой встречался несколько лет. Элио называет Оливера по имени, а Оливер отвечает своим; Оливер говорит, что помнит «всё». После звонка Элио садится у камина и со слезами на глазах смотрит на пламя, пока его родители и прислуга готовят ужин.

## В ролях
| Актёр            | Персонаж                   |
| ---------------- | -------------------------- |
| Тимоти Шаламе    | Элио Перлман               |
| Арми Хаммер      | Оливер                     |
| Майкл Стулбарг   | Самюэль Перлман, отец Элио |
| Амира Казар      | Аннелла Перлман, мама Элио |
| Эстер Гаррель    | Марция                     |
| Виктуар Дю Буа   | Кьяра                      |
| Ванда Каприоло   | Мафальда                   |
| Антонио Римольди | Анкизе                     |
| Елена Буччи      | историк искусства 1        |
| Марко Сгроссо    | историк искусства 2        |
| Андре Асиман     | Мунир                      |
| Питер Спирс      | Айзек                      |

## Стиль
Гуаданьино описал свой подход к фильму, как «беззаботный и простой», который ознаменовал собой отступление от его предыдущих работ. Гуаданьино считает, что «Назови меня своим именем» — «дань уважения отцам моей жизни: моему собственному отцу и моим кинематографическим», имея в виду режиссёров Жана Ренуара, Жака Риветта, Эрика Ромера и Бернардо Бертолуччи, которые, по его словам, вдохновили его.
Гуаданьино описал «Назови меня своим именем» как семейный фильм, «передающий знания и надежду на то, что люди разных поколений придут посмотреть фильм вместе». Он видел его не как «гей» фильм, а как фильм о «красоте новорождённой идеи желания, непредвзятой и не циничной». Фильм отражает девиз жизни самого режиссёра — он снят «с чувством радости жизни». «У нас всегда должны быть очень серьёзные чувства, их не надо прятать», — говорит режиссёр. Он считает этот фильм «возвышающим»; он о том, «кем вы хотите быть и кем вы находите себя во взгляде другого».
Режиссёр пытался избежать недостатков, которые он видел в большинстве фильмов о достижении совершеннолетия, где рост часто изображается как результат решения предвзятых дилемм, таких как вынужденный выбор между двумя любовниками. Он также хотел, чтобы история следовала за двумя людьми «в данный момент», а не сосредотачивалась на антагонисте или трагедии — подход, вдохновлённый фильмом À nos amours (1983) режиссёра Мориса Пиала.
Гуаданьино не был заинтересован во включении явных сексуальных сцен в фильм. Он объяснил своё намерение следующим образом: «Я хотел, чтобы аудитория полностью полагалась на эмоциональное путешествие этих людей и чувствовала первую любовь… Для меня было важно создать эту мощную универсальность, потому что вся идея фильма заключается в том, что другой человек делает вас красивыми —просвещает вас, возвышает вас».

## Производство

### Адаптация

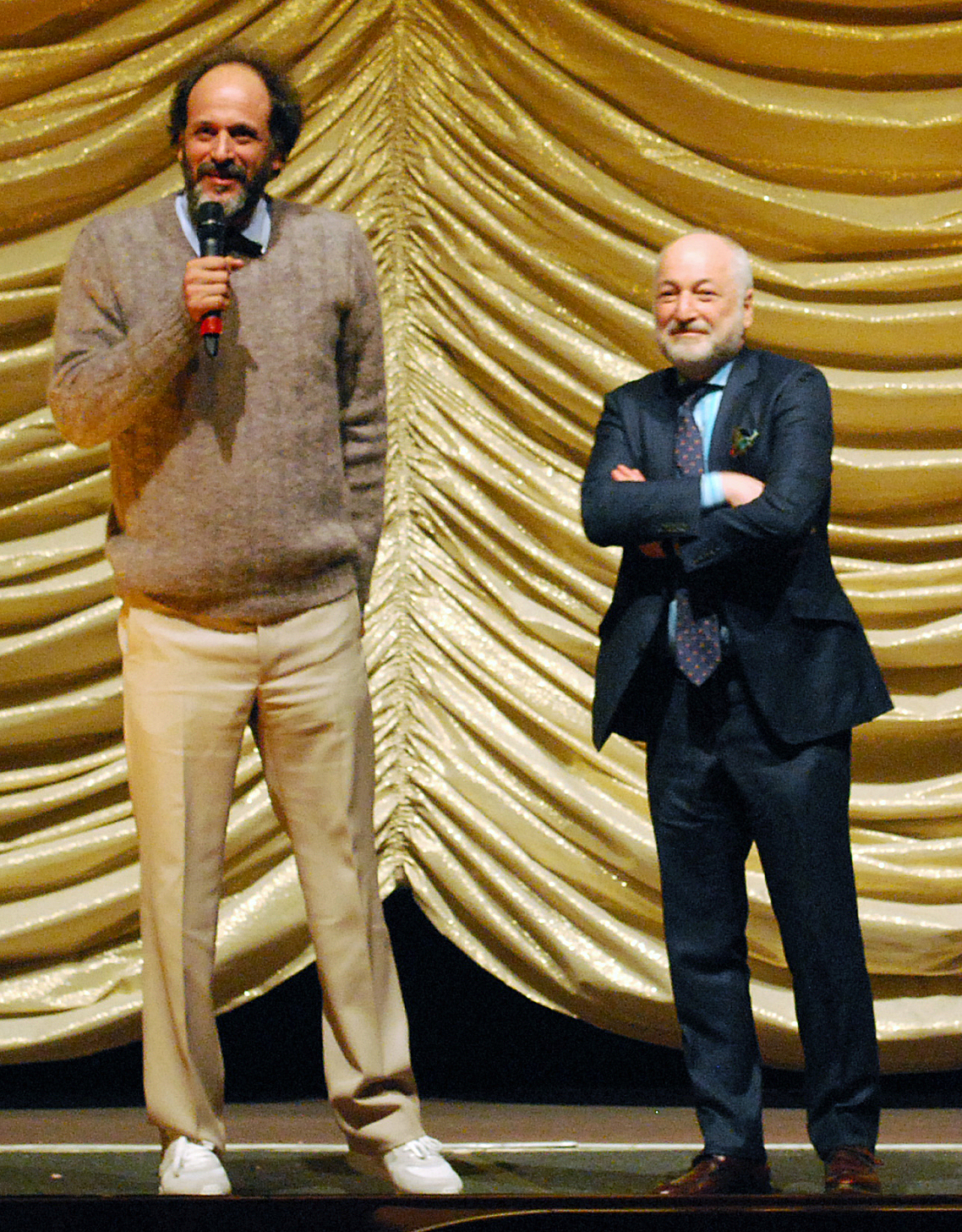
Лука Гуаданьино, режиссёр фильма, и Андре Асиман, автор исходного материала

Фильм отличается от исходного материала несколькими способами. Повествование в романе ведётся как воспоминания Элио. Создатели фильма полностью поместили действие фильма в 1983 год, чтобы помочь зрителям понять персонажей, полагая, что такой подход позволит им оставаться верными духу книги. Место действия было изменено с Бордигеры — на сельскую местность Крема, где живёт Гуаданьино. Городская площадь, выбранная для съёмок, отличалась от той, которую Асиман изобразил в своём романе: в его видении она была «намного меньше и стояла высоко на холме, выходящем на продуваемое ветрами Средиземное море». Засушливый климат и «пугающе пустынный» пейзаж в Креме подсказали ему, что фильм не будет соответствовать роману. Гуаданьино также изменил год событий с 1987 на 1983. По его словам, Гуаданьино выбрал «год, в котором — по крайней мере, в Италии — 70-е годы убиты, когда все, что было здорово в 70-х годах, определённо закончилось», но также время, когда персонажи могут быть «в некотором роде нетронутыми коррупцией 80-х годов в США».
Гуаданьино хотел убрать сцену, в которой Элио мастурбирует в персик, считая её слишком откровенной. Шаламе также нервничал из-за сцены, описав её как «метаморфозу одной из самых сильных идей в кино» и ключевую для освещения персонажа «избыточную сексуальную энергию». И Гуаданьино, и Шаламе полагали, что мастурбировать в персик невозможно, но каждый из них независимо проверял этот способ. К их удивлению, это сработало, поэтому Гуаданьино в конечном счёте включил эту сцену в фильм. Сцена, в которой Элио и Оливер с энтузиазмом танцуют под психоделическую песню The Psychedelic Furs «Love My Way» в небольшом баре, не взята из книги. Она была вдохновлена работой Джонатана Демме «Дикая штучка»(1986). Гуаданьино изменил также профессию господина Перлмана с учёного-классика на «историка искусства / археолога»; решение, которое Асиман описал как идеальное и более «визуально выразительное».
Когда Гуаданьино пересматривал сценарий Айвори, он убрал оттуда закадровый голос и большую часть обнажённой натуры. Он сказал, что явная нагота была «абсолютно не важна» для его видения фильма, и что ему не понравилась идея, чтобы главный герой рассказал историю ретроспективно, заявив, что «это убивает удивление». К концу книги два главных героя посещают Рим, поездка, которая длится целую главу и вводит новых персонажей. Из-за ограниченного бюджета фильма продюсеры написали несколько вариантов, в одном из которых главные герои оставались одни в семейном доме. В конечном счёте, создатели фильма остановились на другой поездке — не в Рим, а в Бергамо, где персонажи проводят большую часть своего времени вместе, в гостиничном номере. В оригинальном сценарии Айвори изобразил родителей Элио, обсуждающих ВИЧ / СПИД в двух сценах, и Элио, украшающего рождественскую ёлку в доме его семьи в заключительной сцене. Гуаданьино пришлось сократить длину речи господина Перлмана. Асиман предложил Айвори свести диалог перед выступлением Перлмана к минимуму, чтобы не «украсть удивление и ожидание». Айвори описал сцену, в которой Элио раскрывает свои чувства Оливеру как один из моментов, который захватывает «эйфорическую страсть и нервозность» их первой любви. Асимана удивила финальная сцена Гуаданьино, где Элио плачет у камина; он написал:
«Кино может быть совершенно волшебным средством. То, что я делаю как писатель, и то, что Гуаданьино делает как режиссёр, это больше, чем просто говорить на двух разных языках. Что делаю я, так это вырезаю статую до её тончайших, самых неуловимых деталей. То, что делает режиссёр, заставляет статую двигаться».
Многие изменения в сценарии были сделаны во время съёмок; сценарист не присутствовал на съёмочной площадке. В мае 2018 года Айвори сказал, что он и Гуаданьино обсуждали, как снимать сцены, связанные с наготой, но режиссёр позже отказался от них. По мнению Айвори, некоторые заявления режиссёра в прессе исказили избегание наготы в фильме как «сознательное эстетическое решение», хотя они никогда не обсуждали удаление наготы из сценария. Айвори сказал: «Когда люди бродят до или после занятий любовью, благопристойно покрытые простынями, это всегда кажется мне фальшивым». Айвори цитировал сцены из своего более раннего фильма «Морис» (1987) — гей-романтической драмы, которая включает мужскую наготу, как "более естественный способ показать происходящие вещи, чем скрывать их или делать то, что сделал Лука, который просто «панорамно переместил камеру через окно по направлению к деревьям», иными словами, скрыл происходящее за кадром, уведя взгляд зрителя сквозь окна, то есть оставляя додумывание происходящего зрителю. Гуаданьино сказал, что понимает позицию Айвори, но ясно и то, что «у нас не было ограничений на то, что мы хотели сделать».

### Кастинг
В 2015 году Шайа ЛаБаф и Грета Скакки рассматривались в качестве главных претендентов на роли. Но в 2016 году их кандидатуры были отклонены. По мнению продюсерской компании, ЛаБаф был неподходящей кандидатурой на роль из-за его «различных проблем».

Гуаданьино был впечатлён игрой Арми Хаммера в «Социальной сети» (2010), описав его как «сложного актёра, с большим диапазоном ролей». Хаммер был готов отказаться от роли Оливера после прочтения сценария из-за обнажённых сцен, но в нём не было таких сцен, которые он не смог бы сыграть. Раньше он играл в ЛГБТ-фильмах. 

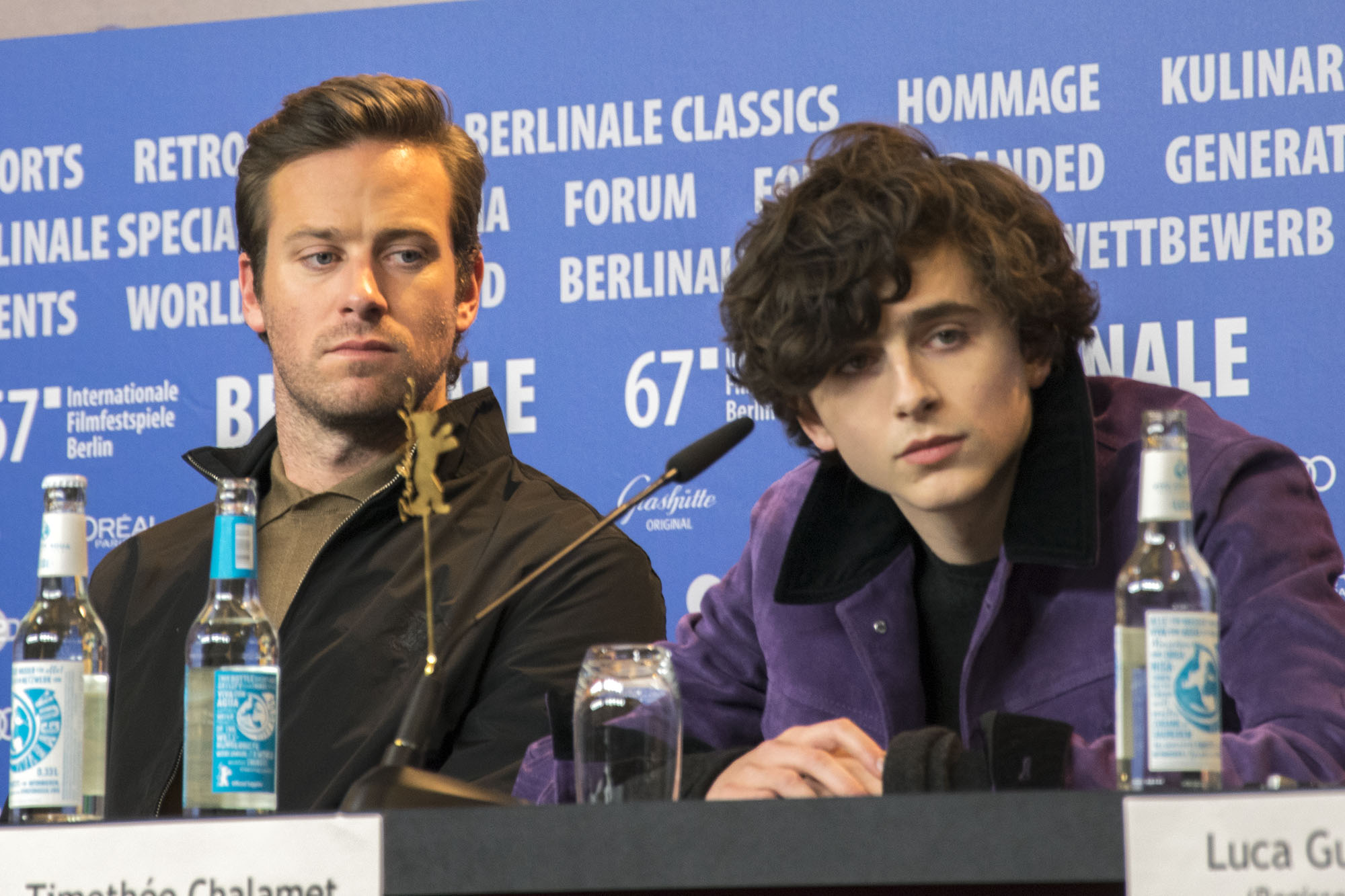
Шаламе и Хаммер на Берлинском кинофестивале в 2017 году

В 2013 году Гуаданьино был представлен Шаламе. В нём режиссёр видел «амбиции, интеллект, чувствительность, наивность и артистизм». Шаламе прочёл роман Асимана до съёмок и описал его как «окно в жизнь юноши». Его персонаж свободно владел английским, французским и итальянским языками. Шаламе на момент прибытия в Италию уже свободно разговаривал на французском и играл на пианино и гитаре. Три раза в неделю он работал с композитором Роберто Сольчи.
Майкл Стулбарг, играющий отца Элио, не читал книгу, пока не присоединился к проекту. Он нашёл сценарий трогательным и описал своего героя, господина Перлмана как обладающего «чувством щедрости, любви и понимания». Эстер Гаррель (Марция) связалась с Гуаданьино во время его пребывания в Париже, когда он продвигал «Большой всплеск». Кандидатуру Гаррель на роль отклонили без какого-либо прослушивания и она решила не читать книгу перед съёмками. Потом, когда её уже взяли на роль, в конце фильма Гаррель (Марция) спрашивает Шаламе (Элио) — «Друг на всю жизнь?», что отсылает к фильму отца Гаррель (Филиппу) — «Я больше не слышу гитару» (J’entends plus la guitare) (1991). «Мне нравится идея разговаривать с Гаррелем через его дочь», — говорит Гуаданьино. Во время съёмок Гаррель разговаривала по-французски с Шаламе и смотрела американский ситком Friends (Друзья), чтобы улучшить свой английский.
На роль матери Элио Гуаданьино выбрал актрису Амиру Казар, которую знал двадцать лет. В интервью для французского журнала Télérama режиссёр выразил своё восхищение по поводу её «чувства трансгрессии» (то есть, границы между допустимым и недопустимым) Казар и назвал её «самой дерзкой» в Европейском искусстве кино.
Кастинг-директор Стелла Савино познакомилась с Вандой Каприоло, когда та каталась по сельской местности на велосипеде. Каприоло, которая не была актрисой, была выбрана для роли Мафальды, горничной семьи Перлманов. Асиман (автор первоисточника) и Спирс также появляются в фильме в эпизодических ролях (во время званого обеда). Асимана попросили сыграть в фильме после того, как финансирование на дополнительных актёров оказалось исчерпано. "Это было решение, принятое в последнюю минуту, "- говорит Спирс. "Андре оказался феноменальным актёром! Он такой расслабленный, совсем не нервничает. Его жена сидела там и сказала: «Я даже не представляла!» (что он может так сыграть).
Анелла (мать Элио) читает немецкий перевод французской литературы XVI века.
Хаммер и Шаламе подписали контракты, запрещающие им обнажаться в фильме. Айвори, сценарий которого содержал наготу, был встревожен этим решением. Он критиковал это «американское решение», саркастически высказавшись по этому поводу следующим образом: «Никого, кажется, не волнует и не шокирует обнажённая женщина. Но это ж мужчины!». Гуаданьино выбирал актёров не по их сексуальной ориентации, а исходя из своего предвкушения и энтузиазма при виде актёров, считая, что его эмоциональная уверенность в актёрах создаёт некую химию. Его угнетает идея о том, что нужно выбрать только кого-то, кто имеет определённый набор навыков и определённую гендерную идентичность.

### Дизайн и костюмы

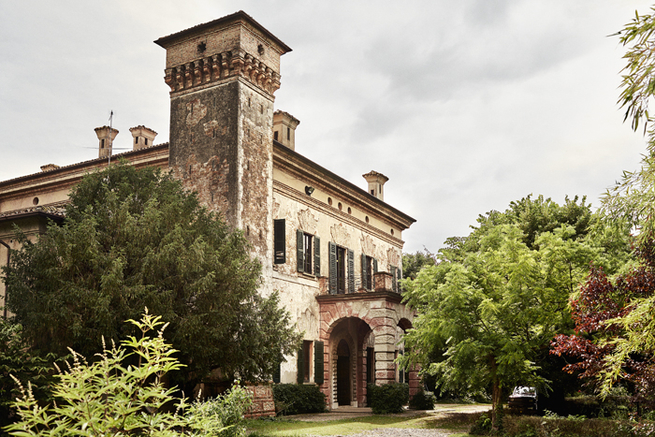
Вилла Альбергони

Основным местом проживания Перлманов была вилла Альбергони, необитаемый особняк 17-го века в Москаццано. Гуаданьино хотел приобрести этот особняк, но не мог себе этого позволить, и поэтому он использовал его лишь на время съёмок. Был нанят ландшафтный дизайнер для улучшения сада особняка. Во внутреннем дворике была построена беседка, в саду были посажены абрикосовые и персиковые деревья.
Гуаданьино не хотел, чтобы фильм показывал исторический период, описанный Асиманом, и потому пытался сопротивляться созданию фильма, который бы отражал идею «80-х». Его целью было точное воссоздание периода, невидимого для зрителя. Дизайнер-постановщик Сэмуэл Дехор и декоратор Виоланте Висконти ди Модроне украсили дом мебелью, вдохновляясь персонажами. Большинство мебели, включая посуду и стекла 1950-х гг., принадлежало Гуаданьино и родителям ди Модроне. Ди Модроне сказал об особняке: «Это [наполнение его завезённой мебелью] сделало его уютным и личным. Я хотел пропустить его сквозь время». Большинство карт, рисунков и зеркал, вдохновлённых азиатским искусством, были приобретены в миланском антикварном магазине. Книги, которые видны на заднем плане, были опубликованы до 1982 года. Бассейн, используемый в фильме, был изготовлен из поливного корыта, распространённого в этой местности.
Создатели фильма установили выцветшие рекламные щиты в общественных местах, чтобы показать парламентские выборы в Италии 1983 года, и воссоздали газетный киоск с журналами того времени. Жители Кремы помогали съёмочной группе с их исследованиями, предоставляли им фото 1980-х годов. Чэн Ли, графический дизайнер, создал рукописный шрифт для начальных титров.
Дизайнер костюмов Джулия Пьерсанти избегала использования костюмов 80-х годов, объясняя это способом обеспечить «чувство беззаботной подростковой чувственности, летней жары и сексуального пробуждения». На создание костюмов повлияли французские фильмы «Полина на пляже» (1983), «Весенняя сказка» (1990) и «Летняя сказка» (1996); командой Пьерсанти были также придуманы несколько новых костюмов. Для гардероба Перлманов Пьерсанти искала вдохновение в фотоальбомах её родителей. Для «здорового и сексуального американского» образа Оливера Пьерсанти вдохновлялась ранними фотографиями Брюса Вебера. Одежда Оливера меняется на протяжении всего фильма, показывая тем самым его всё большее раскрепощение, освобождение чувств. Стремясь подчеркнуть уверенный стиль Оливера, она выбрала несколько костюмов от Lacoste и отличительную (романтическую) рубашку в заключительной сцене фильма. Для других костюмов Элио Пьерсанти использовала гардероб своего мужа (рубашка-поло и футболка Фидо Дидо).

### Съемочный период
Съёмки начались 9 мая 2016 и закончились в июне 2016 (длились примерно 33 дня). Фильм снимался преимущественно в Крема и окрестностях провинции Кремона. Во время съёмок был проливной дождь, который длился 28 дней. Основные сцены были сняты в близлежащих деревнях Пандино и Москаццано с 17 по 19 мая; съёмки в Крема начались 1 июня. Дополнительные сцены на улице были сняты 4 декабря 2016 года. Крема инвестировал €18 000 в фильм, включая рекламную кампанию стоимостью €7 500.
Во время производства были выбраны арка Торрацо в соборе Крема и ряд других исторических мест на улицах Крема и Пандино. Предприятия запросили компенсацию финансовых потерь, вызванных закрытием, которое было запланировано на 30 и 31 мая. Двухдневные съёмки в соборе были отложены из-за дождливой погоды. Съёмки также проходили в районе Лодиджано рядом с Креспьятикой и в двух маленьких городах рядом с Кремой, Монтодине и Рипальта Кремаска. Сцена археологических раскопок была снята в гротах Катулла в Сирмионе на берегах озера Гарда. Поездка в Бергамо была снята на фоне нескольких исторических зданий, включая собор Бергамо, Санта-Мария-Маджоре, двор Liceo Classico Паоло Сарпи на Пьяцца Розате и Университет наук, литературы и искусств. Сцены на железнодорожном вокзале были сняты в Пиццигеттоне. Из-за соображений безопасности съёмочной группе было разрешено снимать только в Cascate del Serio в Вальбондионе в течение получаса.
До и во время съёмок актёры жили в Крема и имели возможность окунуться в жизнь маленького городка. Гуаданьино занимался с актёрами и режиссёрами и часто готовил для них и показывал фильмы у себя дома. Хаммер и Шаламе впервые встретились во время съёмок в Крема. Перед началом съёмок они провели вместе месяц, смотря телевизор и посещая местные рестораны. «Мы всё время болтались друг с другом, потому что мы были почти единственными американцами там, и мы смогли защитить друг друга и по-настоящему узнать друг друга», — сказал Шаламе. В течение первых двух дней съёмок Гуаданьино читал сценарий с актёрами. Первая сцена, которую репетировали Хаммер и Шаламе, была сценой поцелуя, и они провели несколько дней, снимаясь обнажёнными. «Я никогда раньше не был так тесно связан с режиссёром. Лука смог посмотреть на меня и полностью раздеть», — сказал Хаммер.
Согласно Фазано, Гуаданьино снял фильм в хронологическом порядке, который позволил создателям фильма «засвидетельствовать экранную зрелость и главного героя и актёра». Сцена, в которой господин Перлман произносит эмоциональную речь для Элио, была снята в предпоследний день съёмок. Сталберг провёл месяцы, готовясь к сцене, которую Гуаданьино хотел сделать «как можно проще». Гаррель понравилось снимать свою сексуальную сцену с Шаламе, которую она описала как наполненную «радостью и простотой». Шаламе слушал «Visions of Gideon», одну из оригинальных песен, написанных Суфьяном Стивенсом для фильма, в наушниках во время съёмок финала; режиссёр попросил его выполнить три вариации сцены, по одному за дубль. Камера была установлена в камине, за ней никого не было. «Это был небольшой актёрский эксперимент», — сказал Шаламе.
На площади Витторио Эмануэле, где располагается мемориал жертвам битвы при Пьяве в Пандино, создатели фильма заложили длинную дорожку для камеры, чтобы снять сцену, где Элио рассказывает Оливеру о своих чувствах к нему в одном длинном дубле. Это обеспечивало гибкость и «поток эмоций», а вырезать сцену не удавалось. Во время танцевальной последовательности Хаммер должен был выступить на съёмочной площадке перед 50 дополнительными камерами с музыкой, выключенной, чтобы можно было записать диалог. Готовясь к сцене, Гуаданьино договорился, что Хаммер будет тренироваться с тренером по танцам. Хаммер сказал, что это была «худшая сцена», в которой он когда-либо снимался. Хореограф Паоло Рокки, с которым связалась кинокомпания Frenesy в июне 2016 года, описал рутину как «неудобную и реалистичную». Розенман считал эту сцену одним из самых эмоциональных моментов, сказав: «она воплощала для меня подростковую любовь, желание».
Оператором-постановщиком был Сайомбху Мукдипром, который ранее сотрудничал с Гуаданьино и Антонии Фердинандо. Он прочитал роман Асимана прежде, чем получить сценарий и обошёл места съёмок, чтобы «почувствовать всё … чтобы увидеть цвет, чтобы увидеть, как свет изменился в течение дня, и ввести его в мои данные». Мукдипром должен был использовать искусственное освещение, чтобы захватить северную итальянскую летнюю атмосферу, компенсируя проливные дожди, которые продолжались в течение всех съёмок. Во время съёмок сцены противостояния между Оливером и Элио, Мукдипром плакал в углу комнаты после того, как они закончили первый дубль; он был переполнен чувством глубокого сопереживания актёрам. Фильм был снят с использованием 35—миллиметровой целлулоидной плёнки и одной линзы, Гуаданьино похвалил Жан-Пьера Лафорса, звукорежиссёра и микшера фильма, за его «замечательный» и «ключевой» вклад. Гуаданьино, который ранее работал с Жаном-Пьером Лафорсом над «Большим всплеском», сказал, что он «смог создать своего рода собор звука, не подавляя фильм».

#### Выбранные места съёмок

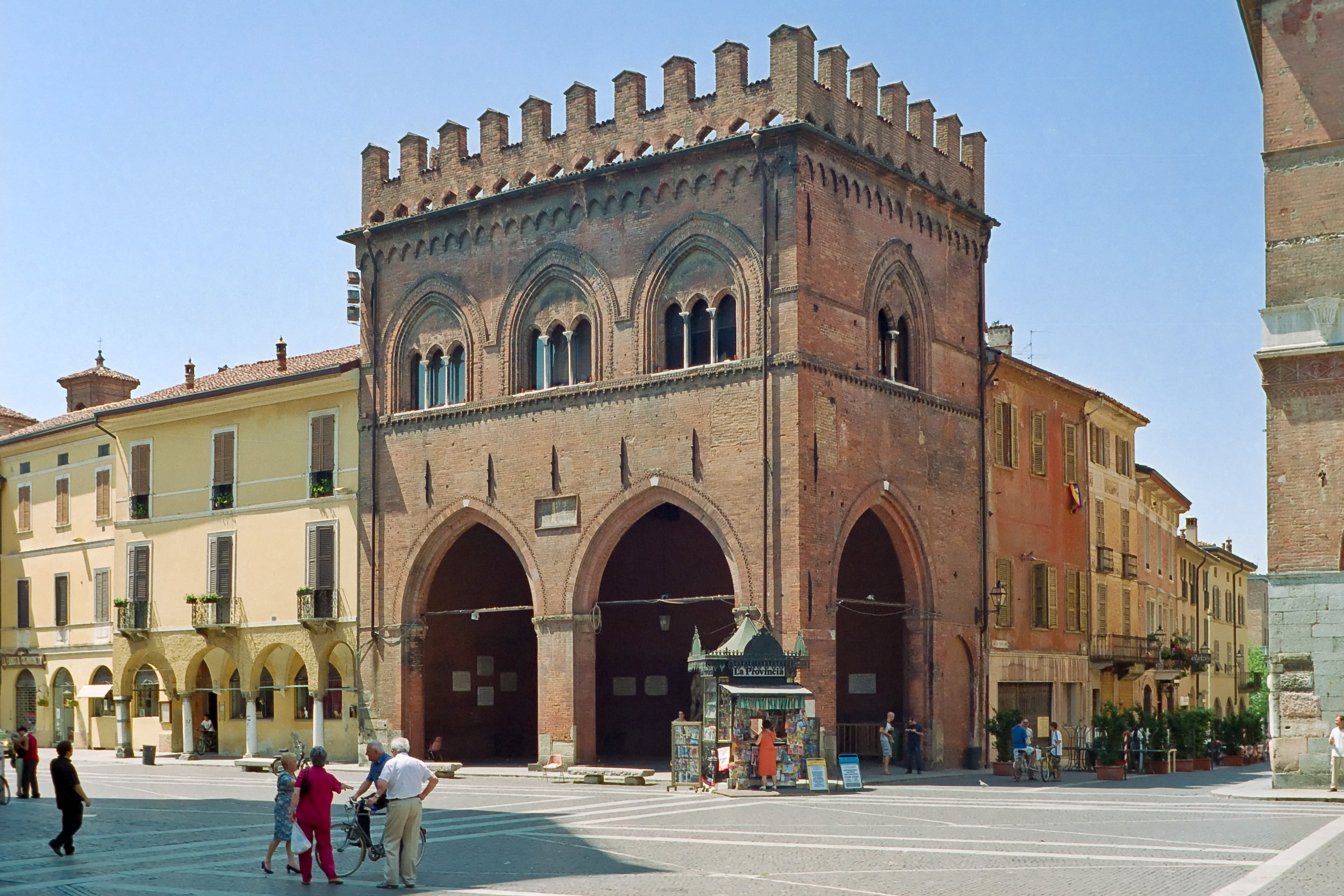
Арка Торраццо в соборе Крема
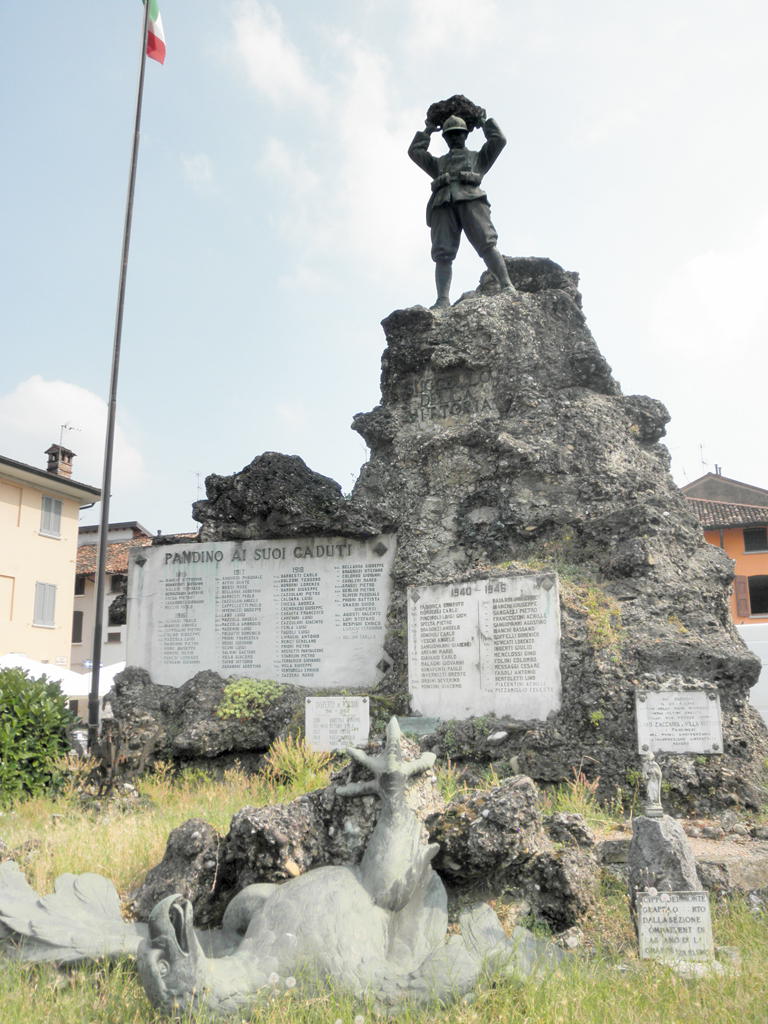
Площадь Витторио Эмануеле в Пандино
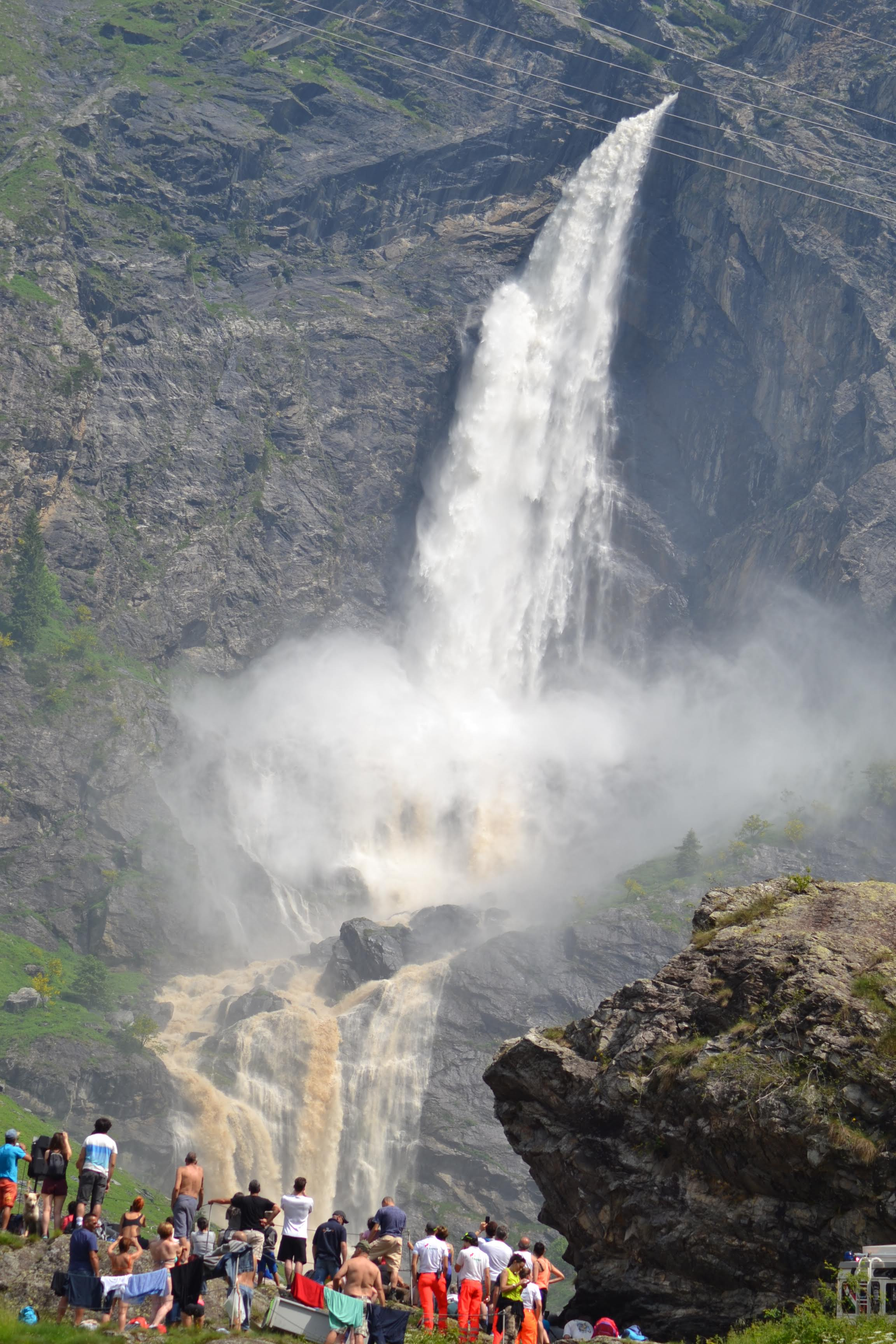
Водопад Серио
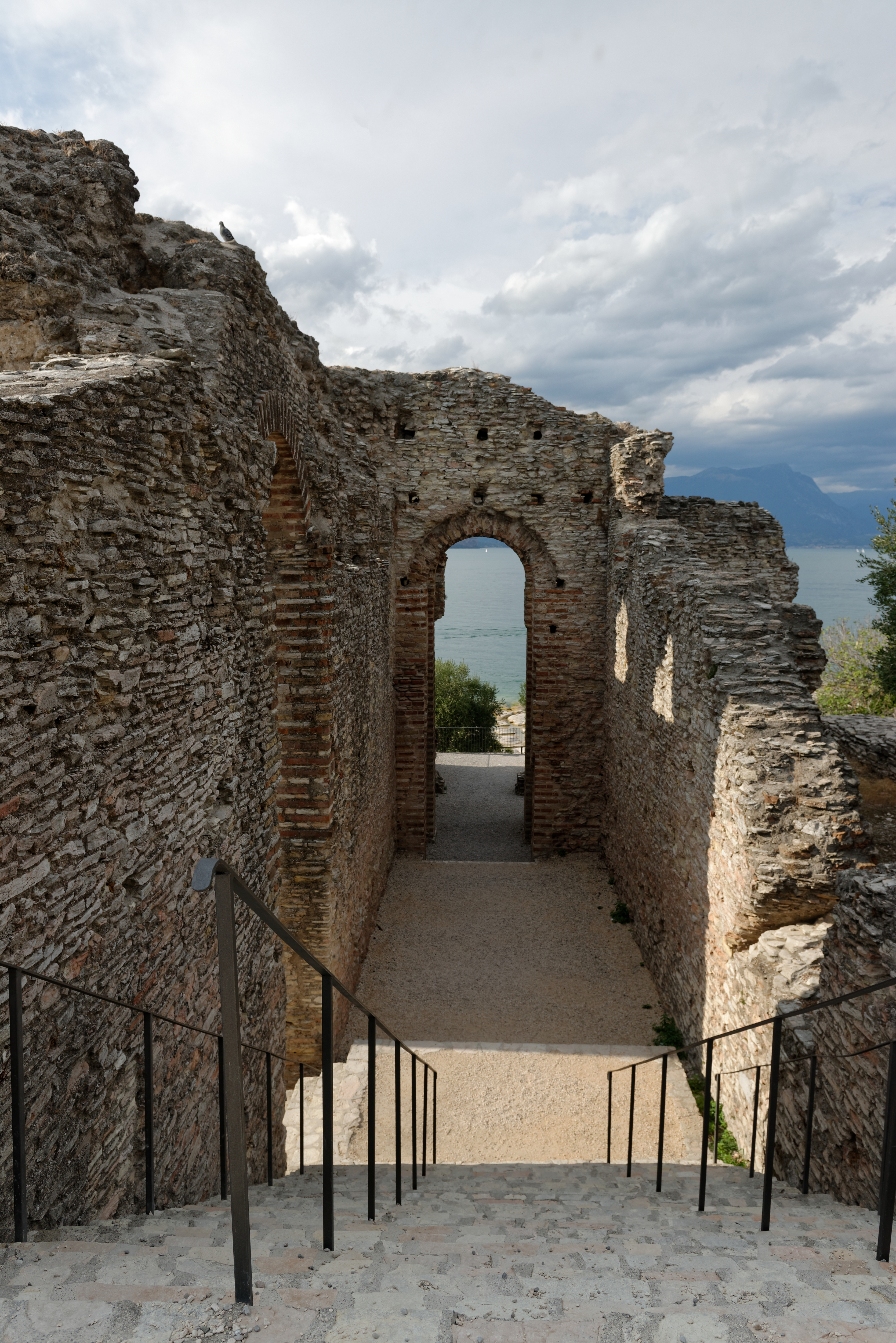
Гроты Катулла, на берегу Брешиа озера Гарда

### Окончательный монтаж
Фазано сотрудничал с Гуаданьино во время постпродакшна. Они работали вместе в течение 25 лет с момента дебюта Гуаданьино. Фазано описал работу с Гуаданьино как «нетипичную и очень требовательную, но это большой опыт». Постпродакшн занял всего месяц, между июнем и июлем — самый быстрый, который у них когда-либо был. Фазано цитировал фильмы Бернардо Бертолуччи и «быстрое и необъяснимое» повествование «A nos amours» использовал как вдохновение.
Первая версия фильма длилась 3 часа 20 минут. Фазано описал это как своё любимое высказывание, которое заставило его «потеряться в истории и образах». Окончательный монтаж длится 2 часа 10 минут.
Несколько заметных изменений были сделаны, или почти сделаны, ближе к концу постпродакшна. Параллельно монологу отца Элио поначалу играло пианино. Сцену, где два главных героя катаются на велосипеде во дворе, чуть не вырезали после того, как один из продюсеров сказал, что это несущественно. Хаммер рассказал, что некоторые сцены были изменены компьютерной графикой, чтобы исправить оплошности, вызванные его короткими шортами. Гуаданьино обсуждал несколько сцен, которые несущественны для окончательного варианта. Была «хорошо сыгранная» сцена, где Элио и Оливер «дразнили друг друга» под липой, которую режиссёр посчитал «слишком драгоценной». Сцена, где родители Элио занимаются любовью в спальне, в то время как Элио и Оливер целуются под лунным светом в саду, была также вырезана. Последняя сцена была продемонстрирована на показе в Кастильончелло в июне 2018, она также включала удалённую сцену с Элио, приглашающем Оливера совершить поездку по деревне.
Фильм был посвящён памяти актёра Билла Пэкстона, скончавшегося в феврале 2017 года. Продюсер фильма, Питер Спирс, рассказал, что его супруг, Брайан Свардстром, был лучшим другом и агентом Пэкстона, и вместе с ним однажды посетил проходившие в Крема съёмки. Подружившийся с Пэкстоном режиссёр Лука Гуаданьино в конечном итоге и решил посвятить ему фильм.

## Релиз
22 января 2017 года на кинофестивале в Сандэнсе состоялась мировая премьера фильма. Он также был показан на Международном кинофестивале в Торонто, на Берлинском международном кинофестивале 13 февраля 2017 года и Нью-Йоркском кинофестивале 3 октября 2017 года. Релиз фильма в США состоялся 24 ноября 2017 года. Первый официальный трейлер был показан 1 августа 2017 года.

### Маркетинг
27 июля 2017 года Sony Pictures Classics выпустила официальный постер «Назови меня своим именем». 11 октября 2017 года Sony Pictures Classics выпустила тизер под названием «Dance Party», чтобы отпраздновать Национальный день выхода. 42-секундный клип, состоящий из одного дубля, где участвуют Хаммер и Шаламе, танцующих под песню «Love My Way» в баре, стал мемом в Twitter. Благодаря использованию в клипе, «Love My Way» приобрела популярность на музыкальных стриминговых сайтах. Она выросла на 13 % на стримах по требованию в течение двух месяцев до выхода фильма. За неделю, закончившуюся 30 ноября 2017 года, песня собрала 177 000 потоков по требованию, её самая большая неделя стримов в США.
Реакция на рекламу в социальных сетях была несколько негативной, в основном из-за вводящего в заблуждение использования Sony Pictures изображения Шаламе и Гарреля вместо того, чтобы сосредоточиться на отношениях главных героев. Дэниел Мегарри из Gay Times описал его как «стрейтвошинг в фильме, снятом по книге с однополыми отношениями». Бенджамин Ли из The Guardian назвал объявление "катастрофической попыткой подтолкнуть «Назови меня своим именем» к типажу истории любви, как у натуралов. Sony Pictures Classics позже выпустила в эфир несколько рекламных роликов для продвижения фильма во время его распространения в США 19 января 2018 года. Чтобы продвинуть фильм в Южной Корее, Sony Pictures выпустила несколько никогда прежде не виденных наборов фотографий и пастельных рекламных плакатов, иллюстрированных Сон Енгом в марте 2018 года.

## Музыка

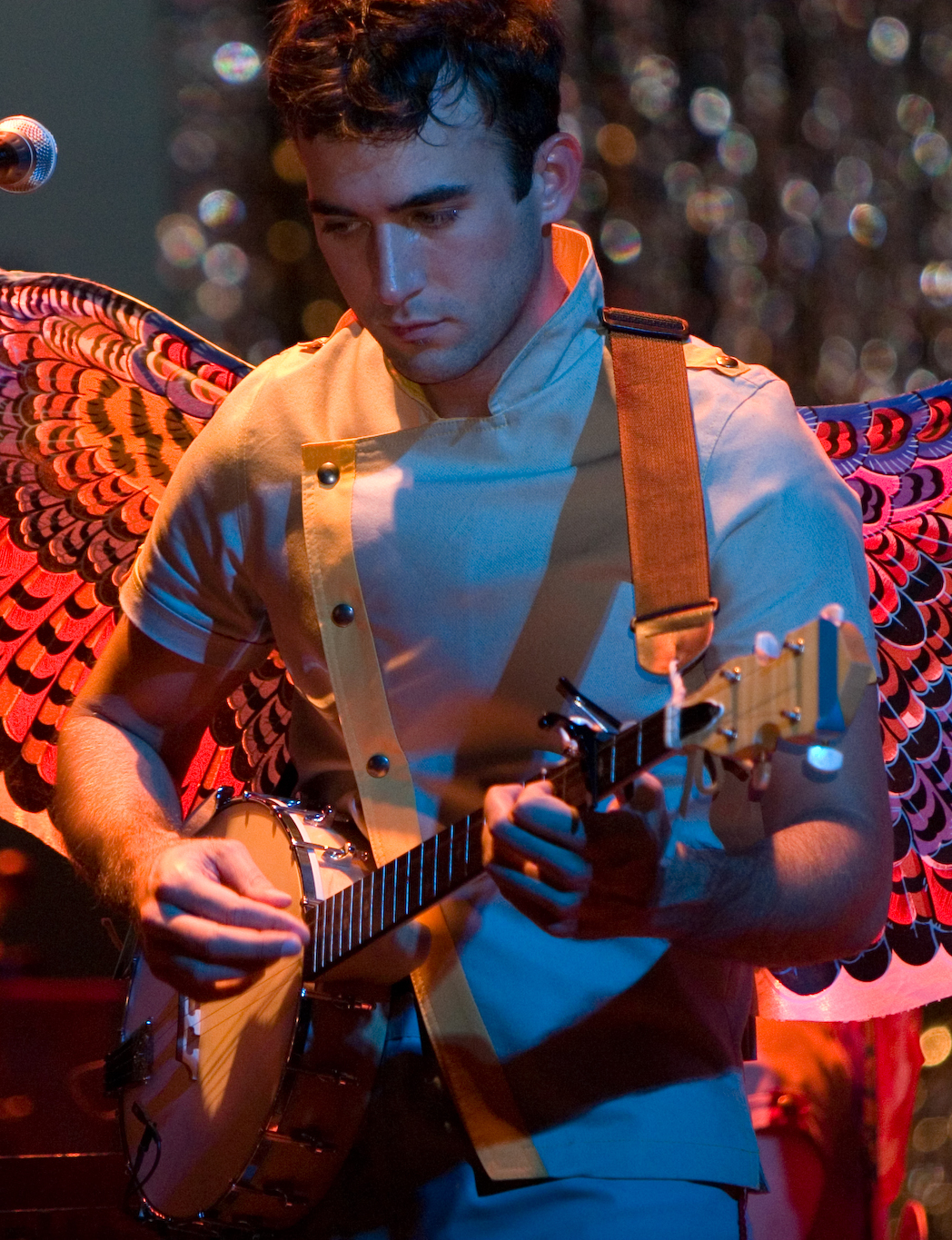
Суфьян Стивенс создал три песни для саундтрека

Гуаданьино выбирал музыку для фильма самостоятельно. Он хотел найти «эмоционального рассказчика к фильму „Через музыку“, менее тяжёлым, менее присутствующим и более обволакивающим» способом, чем голос и текст. Фильмы «Барри Линдон» (1975), «Великолепные Эмберсоны» (1942) и «Эпоха невинности» (1993) вдохновили его. Гуаданьино хотел, чтобы музыка фильма была связана с Элио, молодым пианистом, который любит транскрибировать и адаптировать фортепианные пьесы и использует музыку, чтобы углубить свои отношения с Оливером. Музыка используется в фильме, чтобы отразить семейную жизнь персонажей и их уровень образования, и «своего рода канон, частью которого они будут». Гуаданьино также изучал, какие песни часто звучали на местных радиостанциях этим летом.
Под впечатлением лирики американского композитора Суфьяна Стивенса, Гуаданьино попросил его записать оригинальную песню для фильма и повествовать от лица Элио в более старшем возрасте. Стивенс отказался от роли закадрового голоса, но внёс три песни в саундтрек: «Mystery of Love», «Visions of Gideon» и перезапись его песни «Futile Devices» из альбома «Age of Adz» (2010). Стивенс был вдохновлён сценарием фильма, романом и разговорами с Гуаданьино о персонажах. Он представил песни за несколько дней до начала съёмок. Удивлённый результатом, Гуаданьино слушал их на съёмочной площадке с актёрами и редактором Уолтер Фазано. Стивенс написал эти песни именно как саундтрек к художественному фильму.
Альбом саундтрека был выпущен в цифровых форматах Madison Gate Records и Sony Classical 3 ноября 2017 года, и в физических форматах 17 ноября 2017. В нём представлены песни Стивенса, The Psychedelic Furs, Франко Баттиато, Лоредана Берте, Бандолеро, Джорджо Мородера, Джо Эспозито и Ф. Р. Дэвида, а также музыка Джона Адамса, Эрика Сати, Рюичи Сакамото, Баха и Равеля. По состоянию на 1 февраля 2018 года, саундтрек был продан в 9 000 копий и имел 29 миллионов стримов в Соединённых Штатах, согласно Nielsen SoundScan.

### Саундтрек
| №   | Название                             | Исполнитель                        | Длительность |
| --- | ------------------------------------ | ---------------------------------- | ------------ |
| 1.  | «Hallelujah Junction - 1st movement» | Джон Адамс                         | 7:09         |
| 2.  | «M.A.Y. in the Backyard»             | Рюити Сакамото                     | 4:25         |
| 3.  | «J'adore Venise»                     | Лоредана Берте                     | 4:15         |
| 4.  | «Paris latino»                       | «Bandolero»                        | 4:01         |
| 5.  | «Sonatine bureaucratique»            | Фрэнк Глэйзер                      | 3:44         |
| 6.  | «Zion hört die Wächter singen'»      | «Alessio Bax»                      | 5:10         |
| 7.  | «Lady Lady Lady»                     | Джо Эспозито и «Moroder»           | 4:15         |
| 8.  | «Une barque sur l'océan»             | Андре Лапланте                     | 7:10         |
| 9.  | «Futile Devices»                     | Суфьян Стивенс                     | 2:15         |
| 10. | «Germination»                        | Рюити Сакамото                     | 2:09         |
| 11. | «Words»                              | Ф. Р. Дэвид                        | 3:27         |
| 12. | «È la vita»                          | Марко Армани                       | 4:11         |
| 13. | «Mystery of Love»                    | Суфьян Стивенс                     | 4:08         |
| 14. | «Radio Varsavia»                     | Франко Баттиато                    | 4:07         |
| 15. | «Love My Way»                        | «The Psychedelic Furs»             | 3:33         |
| 16. | «Le Jardin féerique»                 | Валерия Сервански и Рональд Кавайя | 3:02         |
| 17. | «Visions of Gideon»                  | Суфьян Стивенс                     | 4:07         |
| 18. | «Hallelujah Junction - 2nd Movement» | Джон Адамс                         | 2:35         |

## Прием

### Кассовые сборы
«Назови меня своим именем» собрал $18,1 млн в Соединённых Штатах и Канаде, и $23,8 млн в других странах, в общей сложности в мире $41,9 млн относительно производственного бюджета $3,4 млн. Фильм был третьим самым кассовым релизом Sony Pictures Classics в 2017 году.
«Назови меня своим именем» начал свой ограниченный показ 24 ноября 2017 года, в парижском кинотеатре и кинотеатре Юнион-Сквер в Нью-Йорке, а также в ArcLight Hollywood и Landmark Theater в Лос-Анджелесе. Фильм собрал $404 874 в свой первый уик-энд, в среднем. Это был самый высокий средний показатель 2017 года — самый большой с момента показа Ла-Ла Ленда в декабре прошлого года; ни одна другая гей-драма, как эта, не была так широко принята, начиная с «Горбатой горы» (2005). В свои вторые выходные фильм собрал $281 288,  с «отличным» средним показателем $70 320 на средний кинозал. Прокат фильма был расширен до девяти кинотеатров в свой третий уик-энд, собрав $291 101 за " $32 345 на средний кинотеатр. Он заработал $491 933 от показов в 30 кинотеатрах в свой четвёртый уик-энд, в среднем $16 398. Прокат фильма был расширен до 114 кинотеатров на своей пятой неделе и собрал $850 736, в среднем $7,463 на средний кинозал. Он собрал $6 миллионов в свой седьмой уик-энд, заработав $758 726 в 115 кинотеатрах. Он собрал $715 559 в 174 кинотеатрах в свой восьмой уик-энд, в среднем $4 185 на средний кинозал.

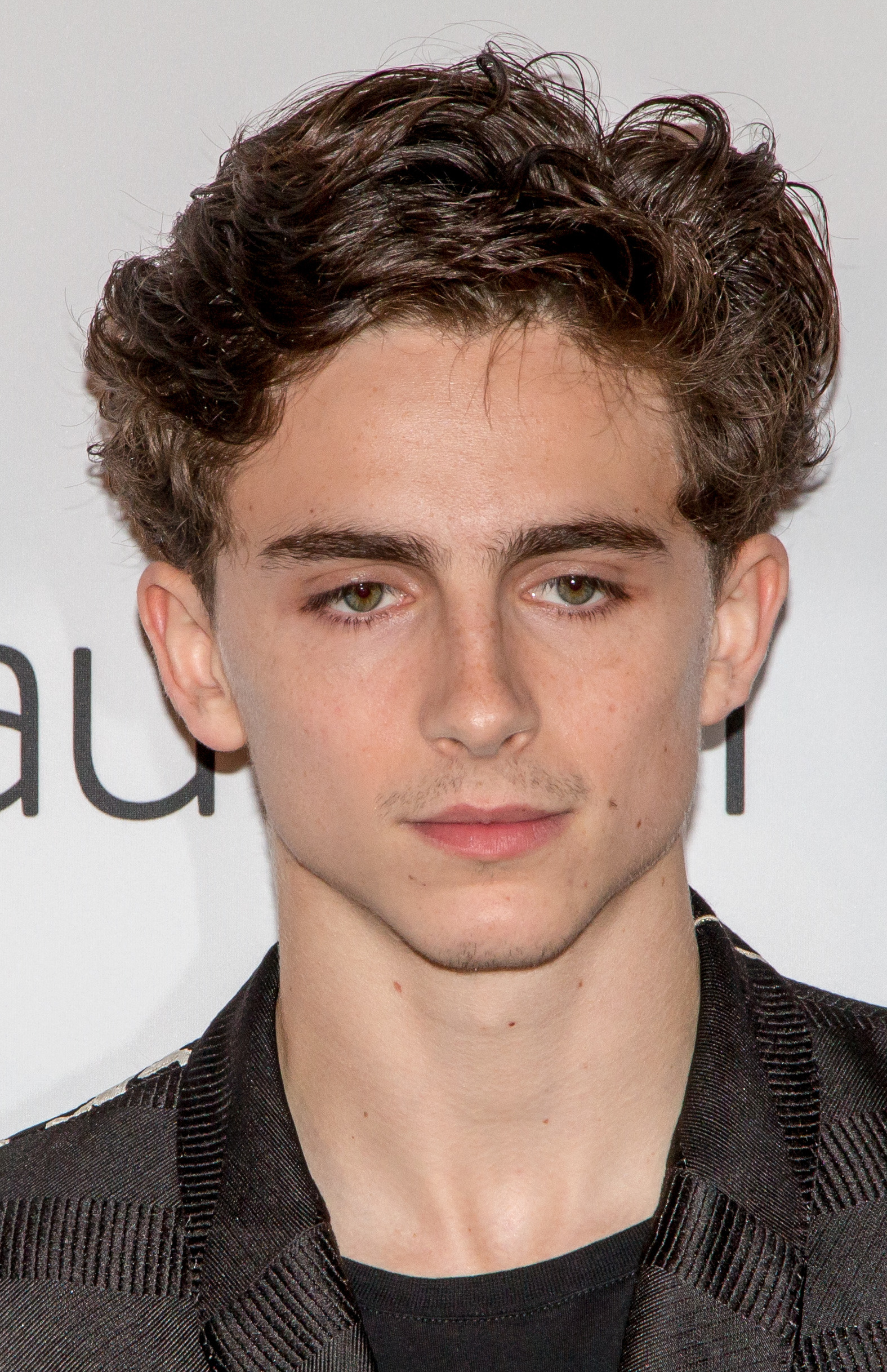
Для Тимоти Шаламе «Назови меня своим именем» занимает третье место среди самых кассовых фильмов после «Интерстеллара» и «Леди Бёрд»

В общенациональной неделе выхода фильма, его девятый уик-энд, фильм собрал 1,4 миллиона долларов с 815 кинотеатров, что является недостаточным по сравнению с «некоторыми из его конкурентов с аналогичными театральными подсчётами», согласно Deadline Hollywood. В следующие выходные, после объявления своих четырёх номинаций на Оскар, доходы фильма упали на 6 процентов до 1,3 миллиона долларов. С общим валовым доходом в размере $9 370 359 к неделе 23 января 2018 года, «Назови меня своим именем» был вторым самым низким кассовым фильмом среди номинантов на лучшую картину этого года. Однако, онлайн-билетная компания Fandango сообщила, что фильм испытал 56-процентный рост продаж билетов на этом сервисе, так как была объявлена его номинация на лучшую картину. Что касается «отстающего» кассового исполнения фильма, Том Брейггеманн из IndieWire прокомментировал, что Sony Picture Classic «до сих пор делала хорошую работу», и сказал, что «в какой-то момент фильм и реакция на него — это то, что ни один дистрибьютор не может преодолеть». Фильм собрал $919,926, в среднем $1,006, в 914 кинотеатрах в течение оскаровского уик-энда и продолжал зарабатывать $304,228 в 309 кинотеатрах в свои шестнадцатые выходные.
«Назови меня своим именем» стартовал с 7 места в Италии с €781 000 и получил лучшие сборы на один средний кинотеатр за неделю. Он составил €49 170 на 6 февраля и достиг €2 млн к концу недели. 13 марта снова занят 10 место, сделав ещё 13,731 евро кассовых сборов. По состоянию на 6 июля 2018 года, фильм собрал $3 925 137 в Италии. Он привлёк 17 152 зрителей во Франции в первый день показа, с «отличным» средним показателем за один кинотеатр. Это продолжилось, было привлечено 108 500 зрителей в первые выходные, заработав 1,167 просмотров — второй лучший средний показатель на этой неделе, и 238 124 зрителей в свои третьи выходные. По состоянию на 17 апреля 2018 года фильм собрал $2 652 781 во Франции; в Соединённом Королевстве фильм заработал £231 995 ($306 000) в 112 кинозалах в его первые выходные, включая £4 000 от предварительных просмотров. Через десять дней он собрал £568 000 ($745 000),прежде чем достичь отметки в 1 миллион долларов (£767 000) в свой третий уик-энд. По состоянию на 21 мая 2018 года, фильм собрал $2,372,382 в Великобритании.

### Оценки
Фильм получил признание кинокритиков. На премьере «Назови меня своим именем» на кинофестивале «Сандэнс» зрители устроили овацию стоя. Когда он показывался в Элис-Талли-Холле в рамках Нью-Йоркского кинофестиваля, зрители аплодировали десять минут, что стало самой длинной овацией в истории фестиваля. На сайте Rotten Tomatoes фильм имеет рейтинг 95 % на основе 354 рецензий со средним баллом 8,7 из 10. На сайте Metacritic фильм имеет оценку 93 из 100 на основе 53 рецензии критиков, что соответствует статусу «всеобщее признание».
Бойд Ван Хой в The Hollywood Reporter описал «Назови меня своим именем» как «чрезвычайно чувственную … задушевную и пронзительно-честную» экранизацию романа Асимана и отозвался об игре Шаламе как о «настоящем прорыве в кино». Питер Дебрюж из Variety посчитал, что фильм «продвигает канон гей-кино», изображая «историю первой любви … это выходит за рамки однополой динамики его центральной пары». Он сравнил «чувственное» направление Гуаданьино с фильмами Педро Альмодовара и Франсуа Озона, и зачислил «Назови меня своим именем» «на уровне его лучших работ». Дэвид Эрлих из IndieWire также похвалил режиссуру Гуаданьино, которая, по его словам, помогла фильму «соответствовать артистизму и эмпатии», которые были также в фильмах «Кэрол» (2015) и «Лунный свет» (2016). Сэм Адамс из BBC написал, что выступление Стулберга «ставит рамку вокруг картины фильма и открывает пути, которые мы, возможно, не думали исследовать», и назвал его «одним из лучших» на сегодняшний день. Он превозносил фильм как один из «многих фильмов, которые так успешно обратились как к интеллектуальному, так и к эротическому со времён расцвета Патриса Шеро и Андре Тешине».
Тай Берр из Boston Globe дал фильму три с половиной звезды, похвалил режиссёра за то, что он «раскрыл свои объятия человечеству, достигнув новых высот кинематографического блаженства» и сказал, что фильм «может быть фантазией, но он прекрасен и мудр». Дэвид Морган из CBS похвалил кинематографию, производственный дизайн и костюмирование за то, что «лето 80-х снова стало ощутимо живым». Он нашёл персонажа Стулберга «самым дальновидным родителем в истории кино». Ричард Лоусон писал, что адаптация Гуаданьино «была сделана с настоящей любовью, с добрыми намерениями, с ясным сердцем и целеустремлённым, незатейливым интеллектом» и приветствовал его как «современного гей-классика» в своём обзоре Vanity Fair. Майкл Филлипс из Chicago Tribune был доволен «удивительно парадоксальными» визуальными интересами режиссёра и сказал, что песни Стивенса «работают как магия, на ваших симпатиях относительно эмоционального пробуждения Элио». Он похвалил работу Хаммера как «одну из самых легко дышащих и расслабленных, лучших работ в его карьере».
The Economist отметил напряжённость «между болью и удовольствием» в фильме и похвалил Шаламе, сказав, что он «вызывает так много оттенков, изображая путь молодого самопознания, являясь более сырым, и в конечном счёте более честным, чем могли бы показать многие другие актёры». Кейт Тейлор из The Globe and Mail, которая дала фильму две с половиной звезды, также наслаждалась усилиями Шаламе в изображении «первой любви и её неизбежного горя» и сказала, что «многоязычная, почти доспеховая идиллия не растягивает доверчивость … но он может испытать своё терпение». Кен Эйснер из The Georgia Straight заявил, что «лирические излишества Гуаданьино … могут дико чередоваться между поэтически резким и снисходительно нелепым». В отрицательном отзыве Кайл Тернер из Paste писал: «детали фильма слишком малы для любого, возможно, особенно странного человека, чтобы увидеть „визуальное расстояние“, которое предполагает, что фильм в начале так же напуган, как и Элио изначально. Он никогда не сможет преодолеть это колебание». Армонд Уайт из Out назвал фильм «трусливым меркантилизмом» и «супербуржуазной фантазией», которые «эксплуатируют романтические потребности квир-аудитории, упаковывая их и фальсифицируя их». Люк Томпсон из Forbes критиковал его длину и назвал фильм «мучительно скучным путешествием».

## Сиквел
Гуаданьино обсуждал идею продолжения фильма с момента его премьеры в Сандэнсе, когда он сказал, что «персонажи могут выйти за пределы фильма». В октябре 2017 года он сказал, что надеется сделать продолжение в 2020 году, которое может быть выполнено в стиле серии фильмов Франсуа Трюффо про Антуана Дунаэля; в нём будет рассказано о более позднем периоде жизни Элио и Оливера. Гуаданьино сказал по этому поводу: «Если я соединю возраст Элио в фильме с возрастом Тимоти, через три года Тимоти будет 25, как и Элио к тому времени, когда была установлена вторая история». В романе «Найди меня» Элио и Оливер воссоединяются спустя много лет, когда Оливер уже женат. Гуаданьино сказал, что не уверен, что Элио станет геем, потому что он «не нашёл ещё своё место». «Я верю, что он снова начнёт интенсивные отношения с Марцией», — говорит режиссёр.
Гуаданьино выразил заинтересованность в политике 1990-х годов, назвав этот период «моментом падения коммунизма и началом нового мирового порядка и так называемого „конца истории“ Фрэнсиса Фукуямы, который создал тогда ... начало эры Берлускони в Италии, и это означало бы иметь дело с первой войной в Персидском заливе Ирака». В ноябре 2017 года Гуаданьино высказался о своём намерении сделать серию из пяти фильмов, в которых зрители могли «увидеть, как актёры стареют, воплощая своих персонажей». Месяц спустя он, как сообщалось, начал писать сценарий для продолжения, которое покажет больше Оливера и напомнит серию Майкла Аптеда. Хамер и Шаламе выразили интерес к появлению в продолжении, но Айвори, кажется, пренебрежительно отнёсся к этому, говоря об идее сиквелов следующее: «Это прекрасно, хорошо. Но я не знаю, как они собираются сделать 40-летнего Шаламе».
В январе 2018 года Гуаданьино высказал намерение о продолжении, в котором будут показаны события «сразу после падения Берлинской стены и того великого сдвига, который был концом … СССР»; первая сцена в фильме могла изобразить Элио, наблюдающего в кинотеатре за фильмом «Анкор» Поля Веккиали (1988) — первым французским фильмом о СПИДе. В марте 2018 года Гуаданьино подтвердил, что будет работать с Асиманом над сиквелом, время действия которого будет происходить «пять или шесть лет спустя» и с «другим тоном», чем первый фильм. Он также сказал, что Хаммер и Шаламе будут продолжать свои роли с другим фоном, где они «идут по всему миру». Хаммер описал сценарий Гуаданьино, сказав: «Это не готовый сценарий, но у него все идеи». В апреле 2018 года, Асиман сказал в интервью для The Sydney Morning Herald, что он и Гуаданьино были «не уверены» в сиквеле: «У Гуаданьино есть довольно много проектов в очереди…». В июле 2018 года Сталберг сказал, что Гуаданьино и Асиман были в восторге от проекта и что директор был «серьёзен» в отношении проекта. Он выразил энтузиазм по поводу повторения своей роли в сиквеле, сказав: «Я думаю, что этот проект должен как-то уникально отличаться того, что было, но я абсолютно был бы марионеткой для этой попытки». Два месяца спустя Хаммер сказал о сиквеле в интервью Variety: «Это произойдёт, потому что уже есть люди, которые работают над ним и пытаются его сделать».
В интервью в октябре 2018 года Шаламе оценил сиквел «Отрочество» Ричарда Линклейтера (2014) и сказал, что Хаммер, Асиман и Гуаданьино намерены вернуться в следующем фильме. В том же месяце, Гуаданьино попросил своего соавтора Дакоту Джонсон сыграть жену Оливера в сиквеле. Он описал её как «женщину из Новой Англии», которая также может иметь детей с Оливером. Он сказал, что фильм будет «новой главой в хронике» о персонажах, а не продолжением, и это может занять некоторое время, чтобы развиться, из-за напряжённого графика. Он добавил: «Я не мог наслаждаться ничем, кроме продвижения „Суспирии“… У меня не было места в голове и реального времени, чтобы выкладывать идеи на стол и думать о вещах». «Единственная проблема — название. Нельзя называть фильм „Назови меня своим именем 2“», — сказал он. На кинофестивале SCAD Savannah в октябре Хаммер сказал, что Гуаданьино выложил потенциальный сюжет для сиквела, и он может быть реализован через несколько лет. «Гуаданьино хочет подождать, чтобы мы немного постарели, чтобы пробел имел смысл, вроде как у Линклейтера». В интервью Dazed в ноябре режиссёр сказал о сиквеле: «это нежный цветок, который цветёт очень медленно. И поэтому я думаю, что сейчас не время собирать его и ставить в вазу».
В ноябре 2018 года Айвори подтвердил, что он не собирается принимать участие в написании сценария сиквела и сказал, что Асиман думает, что «это не очень хорошая идея». Менее чем через неделю Асиман сказал, что на самом деле пишет продолжение для фильма. Роман под названием «Найди меня» был выпущен 29 октября 2019 года Фарраром, Штраусом и Жиру. Также в марте 2019 года Хаммер показал, что фильм формально не находится в производстве, и у него не было явных разговоров ни с Шаламе, ни с Гуаданьино об этом. Он также чувствовал, что потенциальное продолжение может не соответствовать ожиданиям, говоря: «это было похоже на действительно идеальный шторм из стольких вещей, что если мы сделаем второй, я думаю, что мы настраиваем себя на разочарование. Я не знаю, что будет соответствовать первому … Я подумал: „Это было так необычно, почему бы нам просто не оставить это в покое?“».
В конце мая 2021 года Лука Гуаданьино рассказал в интервью изданию «Deadline», что в настоящее время работа над сиквелом «Назови меня своим именем» не ведётся, и режиссёр не планирует возвращаться к истории Элио Перлмана в ближайшем будущем.

## Награды и номинации

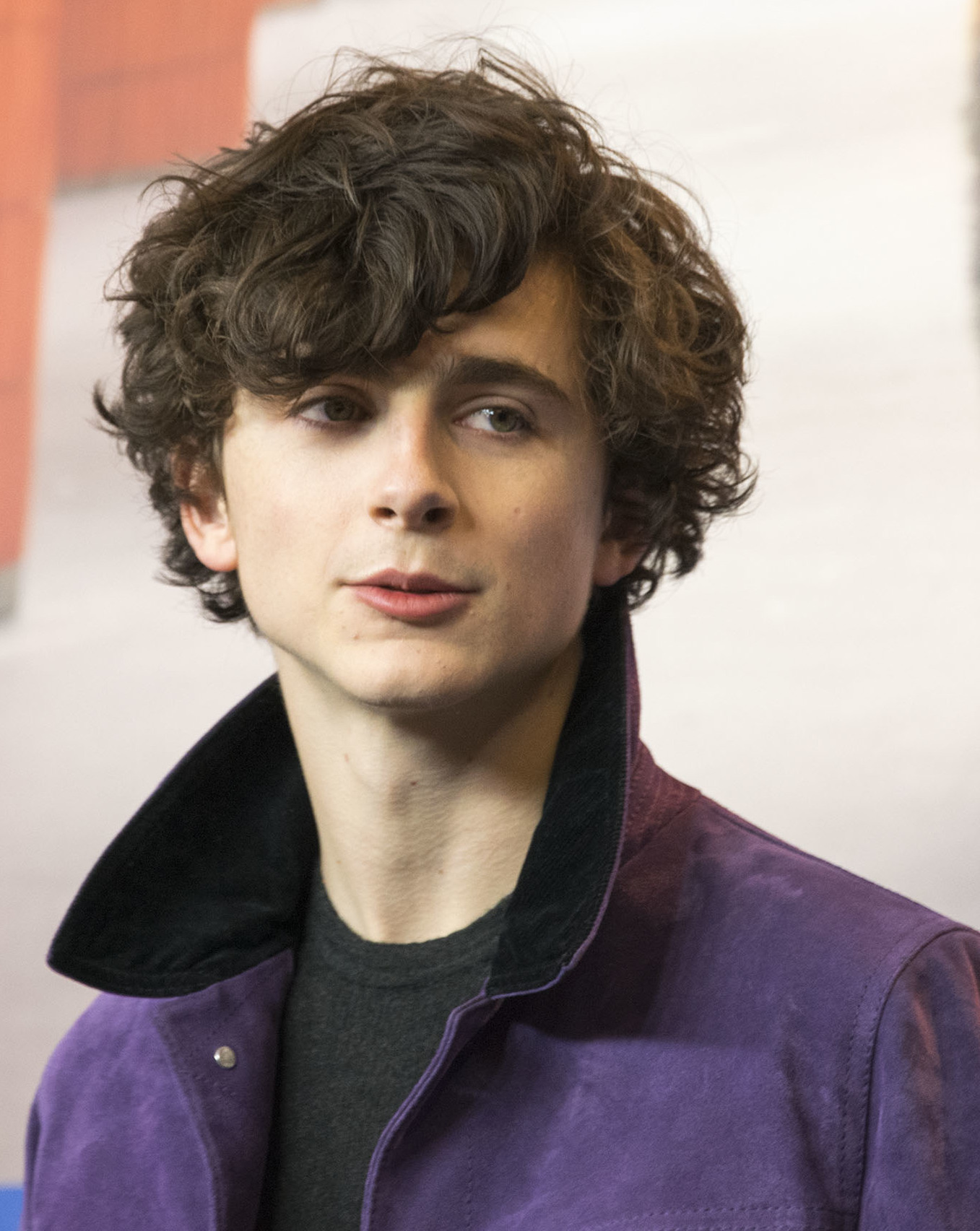
Актёрское исполнение Тимоти Шаламе было высоко оценено критиками, и 22-летний Тимоти получил номинацию на премию «Оскар» в категории «Лучший актёр», став таким образом третьим самым юным номинантом в этой категории

Национальный совет по обзору и Американский институт кино выбрали «Назови меня своим именем» в качестве одного из 10 лучших фильмов года. На 90-й церемонии вручения премии «Оскар» он был номинирован на премии «Лучший фильм», «Лучший актёр» (Шаламе), «Лучшая оригинальная песня» («Mystery of Love»), и «Лучший адаптированный сценарий», выиграв последнюю. Шаламе стал самым молодым номинантом в категории «Лучший актёр», начиная с 1939 года, а Айвори стал самым старым победителем в любой конкурсной категории. Фильм получил четыре номинации на 71-й кинопремии Британской академии и был представлен в категориях «Лучший фильм», «Лучший актёр» (Шаламе) и «Лучшую режиссура» (Гуаданьино), и выиграл «Лучший адаптированный сценарий» для Айвори. На 75-й церемонии вручения премии «Золотой глобус» картина получила три номинации: «Лучший драматический фильм», «Лучший актёр в драматическом фильме» для Шаламе и «Лучший актёр второго плана» для Хаммера.
Фильм получил восемь номинаций на 23-й премии Critics’ Choice Movie Awards; Айвори выиграл «Лучший адаптированный сценарий». Фильм возглавил 33-ю независимую премию духа с шестью номинациями, выиграв «Лучшую мужскую роль» для Шаламе и «Лучшую кинематографию» для Макдепрома. На 24-й церемония вручения наград Американской Гильдии киноактёров, Шаламе получил номинацию в категории «Лучший актёр». Фильм получил премию GLAAD Media Award «За выдающийся фильм широкого релиза» на 29-й церемонии вручения наград. В Италии Фазано выиграл «Лучший монтаж» на 73-й церемонии вручения премии Nastro d’Argento Awards и 33-й церемонии вручения Золотой премии Ciak. Национальный совет по обзору, Gotham Independent Film Awards и Hollywood Film Awards наградили Шаламе своими премиями в категории «Лучший актёрский прорыв».
| Награды и номинации                                | Награды и номинации | Награды и номинации                      | Награды и номинации                    | Награды и номинации | Награды и номинации |
| Награда                                            | Год                 | Категория                                | Номинант                               | Результат           | Прим.               |
| -------------------------------------------------- | ------------------- | ---------------------------------------- | -------------------------------------- | ------------------- | ------------------- |
| AACTA Awards                                       | 2018                | Лучший фильм                             | «Назови меня своим именем»             | Номинация           | [ 235 ]             |
| AACTA Awards                                       | 2018                | Лучший режиссёр                          | Лука Гуаданьино                        | Номинация           | [ 235 ]             |
| AACTA Awards                                       | 2018                | Лучший сценарий                          | Джеймс Айвори                          | Номинация           | [ 235 ]             |
| AACTA Awards                                       | 2018                | Лучший актёр                             | Тимоти Шаламе                          | Номинация           | [ 235 ]             |
| AACTA Awards                                       | 2018                | Лучший актёр второго плана               | Арми Хаммер                            | Номинация           | [ 235 ]             |
| Оскар                                              | 2018                | Лучший фильм                             | «Назови меня своим именем»             | Номинация           |                     |
| Оскар                                              | 2018                | Лучший актёр                             | Тимоти Шаламе                          | Номинация           |                     |
| Оскар                                              | 2018                | Лучший адаптированный сценарий           | Джеймс Айвори                          | Победа              |                     |
| Оскар                                              | 2018                | Лучшая песня к фильму                    | «The Mystery of Love» (Суфьян Стивенс) | Номинация           |                     |
| Кинофестиваль в Аделаиде                           | 2017                | Лучший прорыв                            | «Назови меня своим именем»             | Номинация           | [ 236 ]             |
| Афро-американская ассоциация кинокритиков          | 2017                | Десять лучших фильмов                    | «Назови меня своим именем»             | 6-е место           | [ 237 ]             |
| Американский институт киноискусства                | 2017                | Десять лучших фильмов года               | «Назови меня своим именем»             | Победа              | [ 225 ] [ 238 ]     |
| BAFTA                                              | 2018                | Лучший фильм                             | «Назови меня своим именем»             | Номинация           | [ 239 ]             |
| BAFTA                                              | 2018                | Лучший режиссёр                          | Лука Гуаданьино                        | Номинация           | [ 239 ]             |
| BAFTA                                              | 2018                | Лучший сценарий                          | Джеймс Айвори                          | Победа              | [ 239 ]             |
| BAFTA                                              | 2018                | Лучший актёр                             | Тимоти Шаламе                          | Номинация           | [ 239 ]             |
| BAFTA                                              | 2018                | Восходящая звезда                        | Тимоти Шаламе                          | Номинация           | [ 239 ]             |
| Берлинский кинофестиваль                           | 2017                | Тедди                                    | «Назови меня своим именем»             | Номинация           | [ 240 ]             |
| Общество кинокритиков Бостона                      | 2017                | Лучший актёр                             | Тимоти Шаламе                          | 2-е место           | [ 241 ] [ 242 ]     |
| Chéries-Chéris                                     | 2017                | Гран при                                 | «Назови меня своим именем»             | Победа              | [ 243 ]             |
| Ассоциация кинокритиков Чикаго                     | 2017                | Лучший фильм                             | «Назови меня своим именем»             | Номинация           | [ 244 ] [ 245 ]     |
| Ассоциация кинокритиков Чикаго                     | 2017                | Лучший режиссёр                          | Лука Гуаданьино                        | Номинация           | [ 244 ] [ 245 ]     |
| Ассоциация кинокритиков Чикаго                     | 2017                | Лучший актёр                             | Тимоти Шаламе                          | Победа              | [ 244 ] [ 245 ]     |
| Ассоциация кинокритиков Чикаго                     | 2017                | Лучший актёр второго плана               | Арми Хаммер                            | Номинация           | [ 244 ] [ 245 ]     |
| Ассоциация кинокритиков Чикаго                     | 2017                | Лучший актёр второго плана               | Майкл Стулбарг                         | Номинация           | [ 244 ] [ 245 ]     |
| Ассоциация кинокритиков Чикаго                     | 2017                | Лучший адаптированный сценарий           | Джеймс Айвори                          | Победа              | [ 244 ] [ 245 ]     |
| Ассоциация кинокритиков Чикаго                     | 2017                | Лучший монтаж                            | Уолтер Фасано                          | Номинация           | [ 244 ] [ 245 ]     |
| Ассоциация кинокритиков Чикаго                     | 2017                | Наиболее многообещающий актёр            | Тимоти Шаламе                          | Победа              | [ 244 ] [ 245 ]     |
| Critics’ Choice Movie Awards                       | 2018                | Лучший фильм                             | «Назови меня своим именем»             | Номинация           | [ 246 ]             |
| Critics’ Choice Movie Awards                       | 2018                | Лучший режиссёр                          | Лука Гуаданьино                        | Номинация           | [ 246 ]             |
| Critics’ Choice Movie Awards                       | 2018                | Лучший актёр                             | Тимоти Шаламе                          | Номинация           | [ 246 ]             |
| Critics’ Choice Movie Awards                       | 2018                | Лучший актёр второго плана               | Арми Хаммер                            | Номинация           | [ 246 ]             |
| Critics’ Choice Movie Awards                       | 2018                | Лучший актёр второго плана               | Майкл Стулбарг                         | Номинация           | [ 246 ]             |
| Critics’ Choice Movie Awards                       | 2018                | Лучший адаптированный сценарий           | Джеймс Айвори                          | Победа              | [ 246 ]             |
| Critics’ Choice Movie Awards                       | 2018                | Лучшая операторская работа               | Сэйомбху Мукдипром                     | Номинация           | [ 246 ]             |
| Critics’ Choice Movie Awards                       | 2018                | Лучшая песня                             | «Mystery of Love»                      | Номинация           | [ 246 ]             |
| Общество кинокритиков Детройта                     | 2017                | Лучший актёр                             | Тимоти Шаламе                          | Номинация           | [ 247 ]             |
| Общество кинокритиков Детройта                     | 2017                | Лучший актёр второго плана               | Майкл Стулбарг                         | Номинация           | [ 247 ]             |
| Общество кинокритиков Детройта                     | 2017                | Лучший прорыв                            | Тимоти Шаламе                          | Номинация           | [ 247 ]             |
| Гентский международный кинофестиваль               | 2017                | Грант при                                | «Назови меня своим именем»             | Номинация           | [ 248 ]             |
| Гентский международный кинофестиваль               | 2017                | Explore Award                            | «Назови меня своим именем»             | Победа              | [ 248 ]             |
| Золотой глобус                                     | 2018                | Лучший фильм — драма                     | «Назови меня своим именем»             | Номинация           | [ 249 ]             |
| Золотой глобус                                     | 2018                | Лучший актёр — драма                     | Тимоти Шаламе                          | Номинация           | [ 249 ]             |
| Золотой глобус                                     | 2018                | Лучший актёр второго плана               | Арми Хаммер                            | Номинация           | [ 249 ]             |
| Gotham Awards                                      | 2017                | Лучший дебют                             | «Назови меня своим именем»             | Победа              | [ 250 ] [ 251 ]     |
| Gotham Awards                                      | 2017                | Лучший сценарий                          | Джеймс Айвори                          | Номинация           | [ 250 ] [ 251 ]     |
| Gotham Awards                                      | 2017                | Актёрский прорыв                         | Тимоти Шаламе                          | Победа              | [ 250 ] [ 251 ]     |
| Голливудский кинофестиваль                         | 2017                | Голливудский актёрский прорыв            | Тимоти Шаламе                          | Победа              | [ 252 ]             |
| Общество кинокритиков Хьюстона                     | 2018                | Лучший фильм                             | «Назови меня своим именем»             | Номинация           | [ 253 ]             |
| Общество кинокритиков Хьюстона                     | 2018                | Лучший актёр                             | Тимоти Шаламе                          | Номинация           | [ 253 ]             |
| Общество кинокритиков Хьюстона                     | 2018                | Лучший актёр второго плана               | Майкл Стулбарг                         | Номинация           | [ 253 ]             |
| Общество кинокритиков Хьюстона                     | 2018                | Лучшая операторская работа               | Сэйомбху Мукдипром                     | Номинация           | [ 253 ]             |
| Общество кинокритиков Хьюстона                     | 2018                | Лучшая оригинальная песня                | «Visions of Gideon»                    | Номинация           | [ 253 ]             |
| Независимый дух                                    | 2018                | Лучший дебютный фильм                    | «Назови меня своим именем»             | Номинация           | [ 254 ]             |
| Независимый дух                                    | 2018                | Лучший режиссёр                          | Лука Гуаданьино                        | Номинация           | [ 254 ]             |
| Независимый дух                                    | 2018                | Лучшая мужская роль                      | Тимоти Шаламе                          | Победа              | [ 254 ]             |
| Независимый дух                                    | 2018                | Лучшая мужская роль второго плана        | Арми Хаммер                            | Номинация           | [ 254 ]             |
| Независимый дух                                    | 2018                | Лучшая операторская работа               | Сэйомбху Мукдипром                     | Победа              | [ 254 ]             |
| Независимый дух                                    | 2018                | Лучший монтаж                            | Уолтер Фасано                          | Номинация           | [ 254 ]             |
| Кинофестиваль в Лиссабоне и Эшториле               | 2017                | Jaeger-LeCoultre Best Film Award         | «Назови меня своим именем»             | Номинация           | [ 255 ] [ 256 ]     |
| Кинофестиваль в Лиссабоне и Эшториле               | 2017                | Приз зрительских симпатий                | «Назови меня своим именем»             | Победа              | [ 255 ] [ 256 ]     |
| Ассоциация кинокритиков Лос-Анджелеса              | 2017                | Лучший фильм                             | «Назови меня своим именем»             | Победа              | [ 257 ] [ 258 ]     |
| Ассоциация кинокритиков Лос-Анджелеса              | 2017                | Лучший режиссёр                          | Лука Гуаданьино                        | Победа              | [ 257 ] [ 258 ]     |
| Ассоциация кинокритиков Лос-Анджелеса              | 2017                | Лучший актёр                             | Тимоти Шаламе                          | Победа              | [ 257 ] [ 258 ]     |
| Международный кинофестиваль в Мельбурне            | 2017                | Приз зрительских симпатий                | «Назови меня своим именем»             | Победа              | [ 259 ]             |
| Национальный совет кинокритиков США                | 2017                | Десять лучших фильмов                    | «Назови меня своим именем»             | Победа              | [ 260 ]             |
| Национальный совет кинокритиков США                | 2017                | Прорыв года: актёр                       | Тимоти Шаламе                          | Победа              | [ 260 ]             |
| New York Film Critics Circle                       | 2017                | Лучший актёр                             | Победа                                 | [ 261 ]             |                     |
| Онлайн-кинокритики Нью-Йорка                       | 2017                | Лучший дебют                             | Победа                                 | [ 262 ] [ 263 ]     |                     |
| Онлайн-кинокритики Нью-Йорка                       | 2017                | Десять лучший фильмов                    | «Назови меня своим именем»             | [ 262 ] [ 263 ]     | Победа              |
| Международный кинофестиваль Палм-Спрингс           | 2018                | Восходящая звезда                        | Тимоти Шаламе                          | Победа              | [ 264 ] [ 265 ]     |
| Общество кинокритиков Сан-Диего                    | 2017                | Лучший фильм                             | «Назови меня своим именем»             | Номинация           | [ 266 ]             |
| Общество кинокритиков Сан-Диего                    | 2017                | Лучший актёр                             | Тимоти Шаламе                          | Номинация           | [ 266 ]             |
| Общество кинокритиков Сан-Диего                    | 2017                | Лучший адаптированный сценарий           | Джеймс Айвори                          | Номинация           | [ 266 ]             |
| Общество кинокритиков Сан-Диего                    | 2017                | Лучшее использование музыки              | «Назови меня своим именем»             | 2-е место           | [ 266 ]             |
| Общество кинокритиков Сан-Диего                    | 2017                | Актёрский прорыв                         | Тимоти Шаламе                          | Номинация           | [ 266 ]             |
| Общество кинокритиков Сан-Диего                    | 2017                | Body of Work                             | Майкл Стулбарг                         | Победа              | [ 266 ]             |
| Общество кинокритиков Сан-Франциско                | 2017                | Лучший фильм                             | «Назови меня своим именем»             | Номинация           | [ 267 ]             |
| Общество кинокритиков Сан-Франциско                | 2017                | Лучший актёр                             | Тимоти Шаламе                          | Номинация           | [ 267 ]             |
| Общество кинокритиков Сан-Франциско                | 2017                | Лучший актёр второго плана               | Арми Хаммер                            | Номинация           | [ 267 ]             |
| Общество кинокритиков Сан-Франциско                | 2017                | Лучший актёр второго плана               | Майкл Стулбарг                         | Номинация           | [ 267 ]             |
| Общество кинокритиков Сан-Франциско                | 2017                | Лучший адаптированный сценарий           | Джеймс Айвори                          | Победа              | [ 267 ]             |
| Кинофестиваль в Сан-Себастьяне                     | 2017                | Приз Себастьяна                          | «Назови меня своим именем»             | Номинация           | [ 268 ]             |
| Международный кинофестиваль в Санта-Барбаре        | 2018                | Награда за виртуозность                  | Тимоти Шаламе                          | Победа              | [ 269 ]             |
| Спутник                                            | 2018                | Лучший фильм                             | «Назови меня своим именем»             | Номинация           | [ 270 ]             |
| Спутник                                            | 2018                | Лучшая мужская роль второго плана        | Арми Хаммер                            | Номинация           | [ 270 ]             |
| Спутник                                            | 2018                | Лучший адаптированный сценарий           | Джеймс Айвори                          | Номинация           | [ 270 ]             |
| Общество кинокритиков Сиэтла                       | 2017                | Лучший актёрский состав                  | каст «Назови меня своим именем»        | Номинация           | [ 271 ]             |
| Премия Гильдии киноактёров США                     | 2018                | Лучшая мужская роль                      | Тимоти Шаламе                          | Номинация           | [ 272 ] [ 273 ]     |
| Ассоциация кинокритиков Сент-Луиса                 | 2017                | Лучший адаптированный сценарий           | Джеймс Айвори и Андре Асиман           | Номинация           | [ 274 ]             |
| Ассоциация кинокритиков Сент-Луиса                 | 2017                | Лучшая сцена                             | конечный монолог мистера Перлмана      | Номинация           | [ 274 ]             |
| Международный кинофестиваль в Сент-Луисе           | 2017                | Best of Fest Audience Choice Awards      | «Назови меня своим именем»             | Победа              | [ 275 ]             |
| Международный кинофестиваль в Сиднее               | 2017                | Приз зрительский симпатий фильмов Foxtel | «Назови меня своим именем»             | 2-е место           | [ 276 ]             |
| Ассоциация кинокритиков Торонто                    | 2017                | Лучший актёр                             | Тимоти Шаламе                          | 2-е место           | [ 277 ]             |
| Ассоциация кинокритиков Торонто                    | 2017                | Лучший актёр второго плана               | Майкл Стулбарг                         | 2-е место           | [ 277 ]             |
| Кинофестиваль в Торонто                            | 2017                | People’s Choice Awards                   | «Назови меня своим именем»             | 3-е место           | [ 278 ]             |
| Сообщество кинокритиков Ванкувера                  | 2017                | Лучший актёр                             | Тимоти Шаламе                          | Номинация           | [ 279 ]             |
| Сообщество кинокритиков Ванкувера                  | 2017                | Лучший актёр второго плана               | Арми Хаммер                            | Номинация           | [ 279 ]             |
| Ассоциация кинокритиков Вашингтона, округ Колумбия | 2017                | Лучший фильм                             | «Назови меня своим именем»             | Номинация           | [ 280 ]             |
| Ассоциация кинокритиков Вашингтона, округ Колумбия | 2017                | Лучший актёр                             | Тимоти Шаламе                          | Номинация           | [ 280 ]             |
| Ассоциация кинокритиков Вашингтона, округ Колумбия | 2017                | Лучший актёр второго плана               | Арми Хаммер                            | Номинация           | [ 280 ]             |
| Ассоциация кинокритиков Вашингтона, округ Колумбия | 2017                | Лучший актёр второго плана               | Майкл Стулбарг                         | Номинация           | [ 280 ]             |
| Ассоциация кинокритиков Вашингтона, округ Колумбия | 2017                | Лучший адаптированный сценарий           | Джеймс Айвори                          | Номинация           | [ 280 ]             |
| Ассоциация кинокритиков Вашингтона, округ Колумбия | 2017                | Лучшая операторская работа               | Сэйомбху Мукдипром                     | Номинация           | [ 280 ]             |